# Blackthorne (Band)
Blackthorne war ein gemeinsam mit Graham Bonnet gegründetes Bandprojekt des US-amerikanischen Musikers Bob Kulick. Die Gruppe veröffentlichte 1993 ihr für lange Zeit einziges Album, das den Titel Afterlife trug.

## Geschichte
Blackthorne war eine Supergroup im klassischen Sinne, die beteiligten Musiker waren bereits in anderen Bands erfolgreich gewesen: Schlagzeuger Frankie Banali und Bassist Chuck Wright hatten bei Quiet Riot gespielt, Bonnet war Sänger bei Rainbow und der Michael Schenker Group gewesen, Jimmy Waldo spielte die Tasteninstrumente bei Alcatrazz, und Bob Kulick war vor allem durch seine Arbeit mit Meat Loaf bekannt geworden.
Die Musiker der Band taten sich 1991 zusammen, nahmen ein Album auf, das von Kulick produziert wurde. Es enthielt neben neun weiteren Liedern auch eine Coverversion des von Ritchie Blackmore und Roger Glover geschriebenen Liedes All Night Long, das Bonnet 1979 mit Rainbow auf dem Album Down to Earth veröffentlicht hatte. Nach einer Promotiontournee, die die Gruppe vor allem nach Japan führte, löste sich die Band 1994 auf.
Allerdings hatte man 1994 auch bereits 11 neue Tracks für ein zweites Album fertiggestellt, welches damals aber nicht mehr erschien. Bis zum Jahr 2016 sollte es dauern, bis diese Aufnahmen unter dem Titel Don't Kill The Thrill dann doch noch über das Label Cherry Red Records veröffentlicht wurden.

## Diskografie
- 1993: Afterlife
- 2016: Don't Kill the Thrill